# Palais de Miraflores
Pour les articles homonymes, voir Palais de Miraflores (homonymie).
Le palais de Miraflores (Palacio de Miraflores en espagnol), situé à Caracas, est la résidence des présidents de la république bolivarienne du Venezuela. 

## Situation
Le palais est situé avenue Urdaneta, dans la municipalité de Libertador, au centre de Caracas.

## Histoire

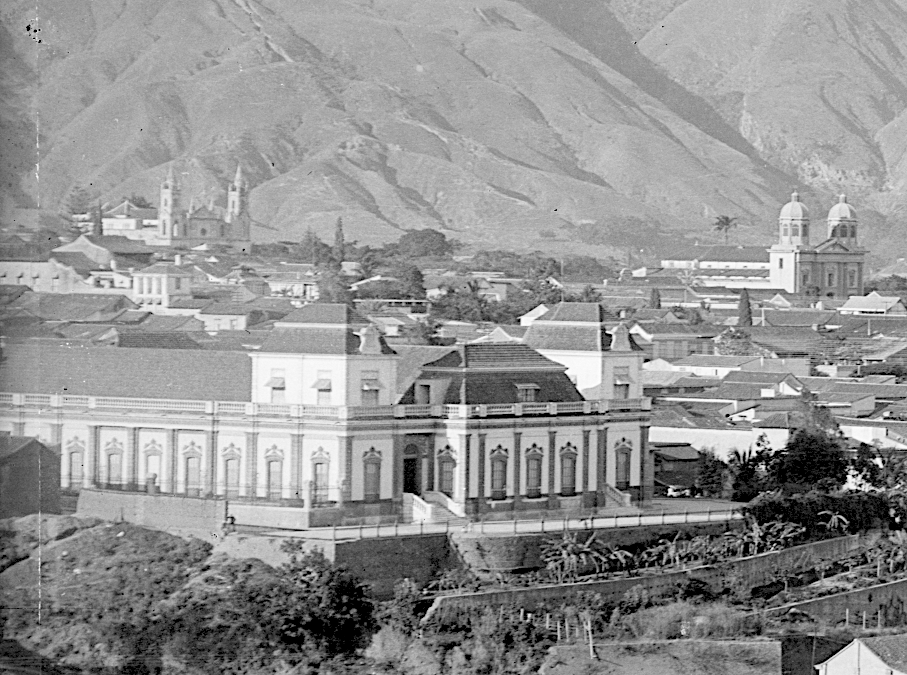
Le palais en 1900.

En 1884, peu après sa prise de fonction, le président Joaquín Crespo décide la construction d'une nouvelle résidence privée, dont les travaux sont entrepris sous la direction de l'architecte Giuseppe Orsi de Mombello. Achevé seulement en 1897, et située à l’époque au milieu d’une prairie, elle constitue alors l'un des plus beaux monuments du pays. En outre, ses murs renforcés de lamelles métalliques la rendent résistante aux éventuels séismes. 

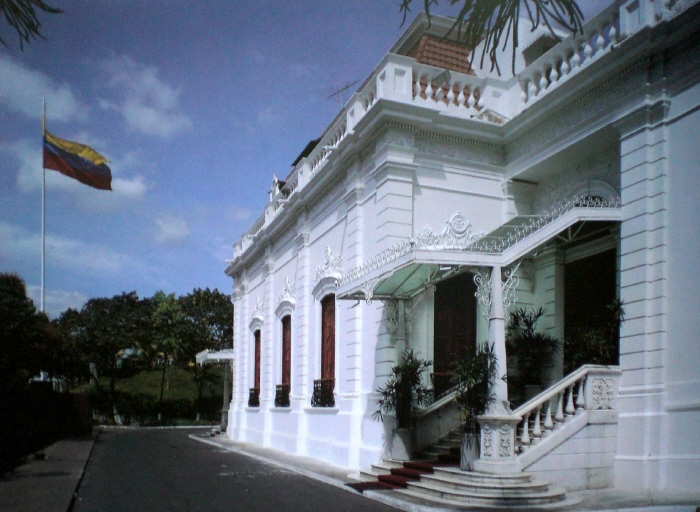
Entrée du palais.

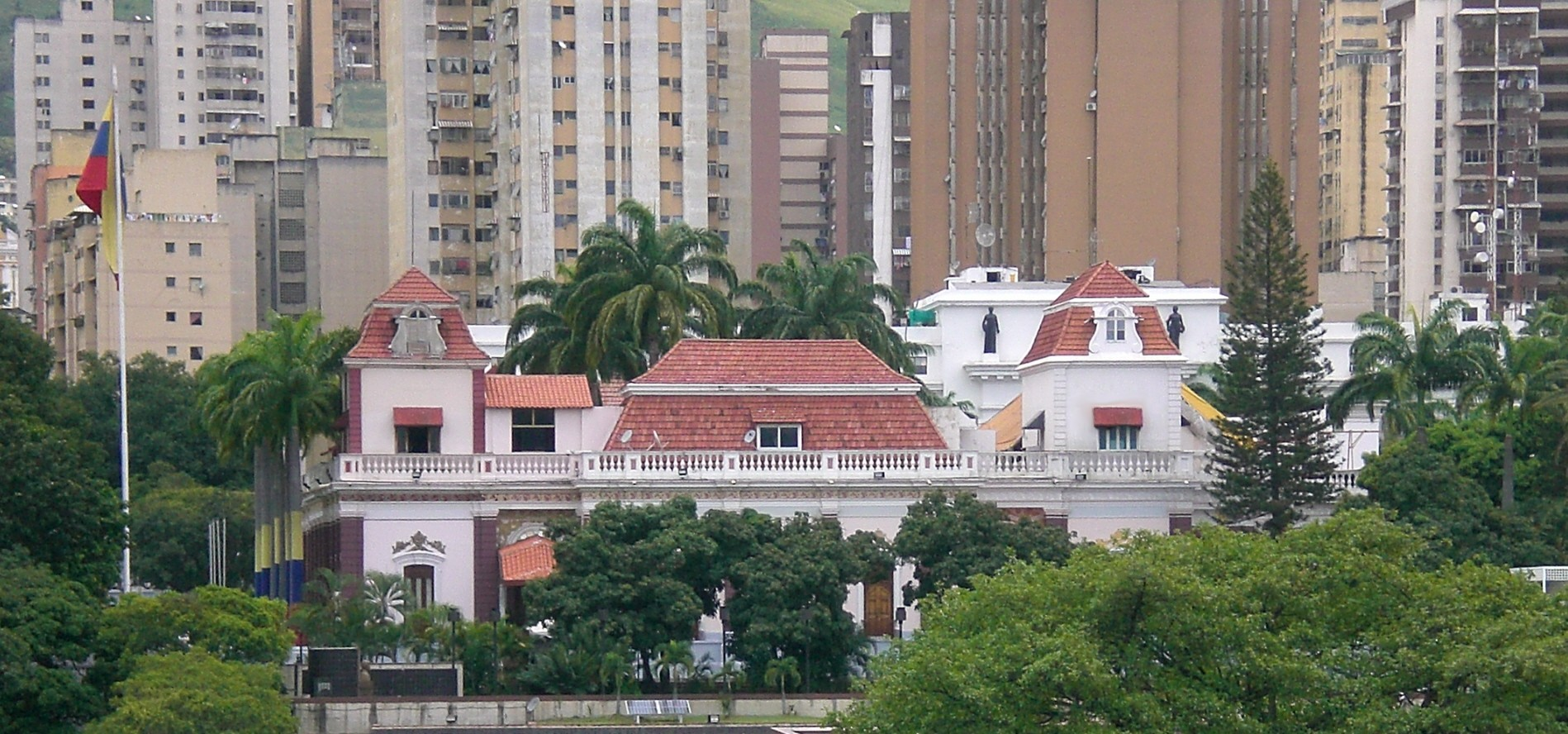
Palais de Miraflores.

Ce n'est qu'en 1911 que le palais est choisi pour abriter le premier fonctionnaire du Venezuela. Après avoir subi de nombreuses transformations au cours du XXe siècle, il fait l'objet dans les années 1990 d'une profonde restauration destinée à lui rendre son aspect initial.

## Aménagements intérieurs
L’intérieur comme l’extérieur du palais sont à la gloire de Joaquín Crespo puisque ses initiales « JC » sont présentes à de nombreux endroits.
Bien que n'étant pas ouvert aux touristes, le palais peut néanmoins être visité sur demande écrite.

## Culture populaire
- Le palais de Minaflores est l'un des lieux principaux de l'intrigue de la deuxième saison de la série Jack Ryan.